# Andamanské moře
Andamanské moře (malajsky: Andaman Laut; barmsky ကပ္ပလီပင်လယ်; thajsky ทะเลอันดามัน; indonésky Laut Andaman) je část severovýchodní oblasti Indického oceánu jižně od Myanmaru, západně od Thajska, severně Sumatry, východně od souostroví Andamany a Nikobary.

## Základní geografické údaje
- Průměrná hloubka -  1096 m
- Maximální hloubka - 3 777 m
- Salinita - od 20 do 34,5‰
- Teplota moře - 26-30 °C
- Max. příliv/odliv - 7,2 m

## Turistická střediska
- Phuket, ostrov v Andamanském moři a zároveň část stejnojmenné provincie v jihozápadním Thajsku. Má rozlohu 543 km², zbytek provincie Phuket tvoří dalších 32 menších ostrovů u jeho pobřeží. Ostrov je oblíbeným cílem turistů z celého světa, je spojen s pevninou dvěma mosty o délce cca 600 m. Letiště je umístěno na severu ostrova. Před vlnou tsunami byl ostrov Phuket oblíbeným cílem západoevropských turistů, hledajících levnou dovolenou. V roce 2004 však přišla vlna tsunami, která vážně poškodila ubytovací zařízení na celém západním pobřeží Thajska.

## Similanské ostrovy
V Andamanském moři, zhruba 70 kilometrů západně od thajského pobřeží se rozkládají Similanské ostrovy, na kterých je thajský národní park Mu Ko Similan. Přístup na ostrovy je nejjednodušší z přístavu Tab Lamu, jižně od Khao Lak v provincii Phang Nga. Cesta trvá přibližně tři hodiny na pomalejších lodích nebo 70 minut rychlým člunem. Ostrovy jsou vyhledávány pro potápění a šnorchlování. Jsou veřejnosti přístupné v sezóně od poloviny října do poloviny května. Park je uzavřen v období dešťů, každý rok od 16. května do 15. října.